# Parque nacional Llanos de Challe
El Parque nacional Llanos de Challe es un área natural protegida en Chile, localizado en la costa de la III Región de Atacama. Posee  45.708 hectáreas. Creado por el Decreto N.º 946 del 29 de julio de 1994.
El parque presenta un ecosistema desértico costero, que forma el hábitat de raras especies y bellas de plantas, incluyendo a la especie Bomarea ovallei en estado vulnerable, conocida localmente como Garra de león.

## Flora

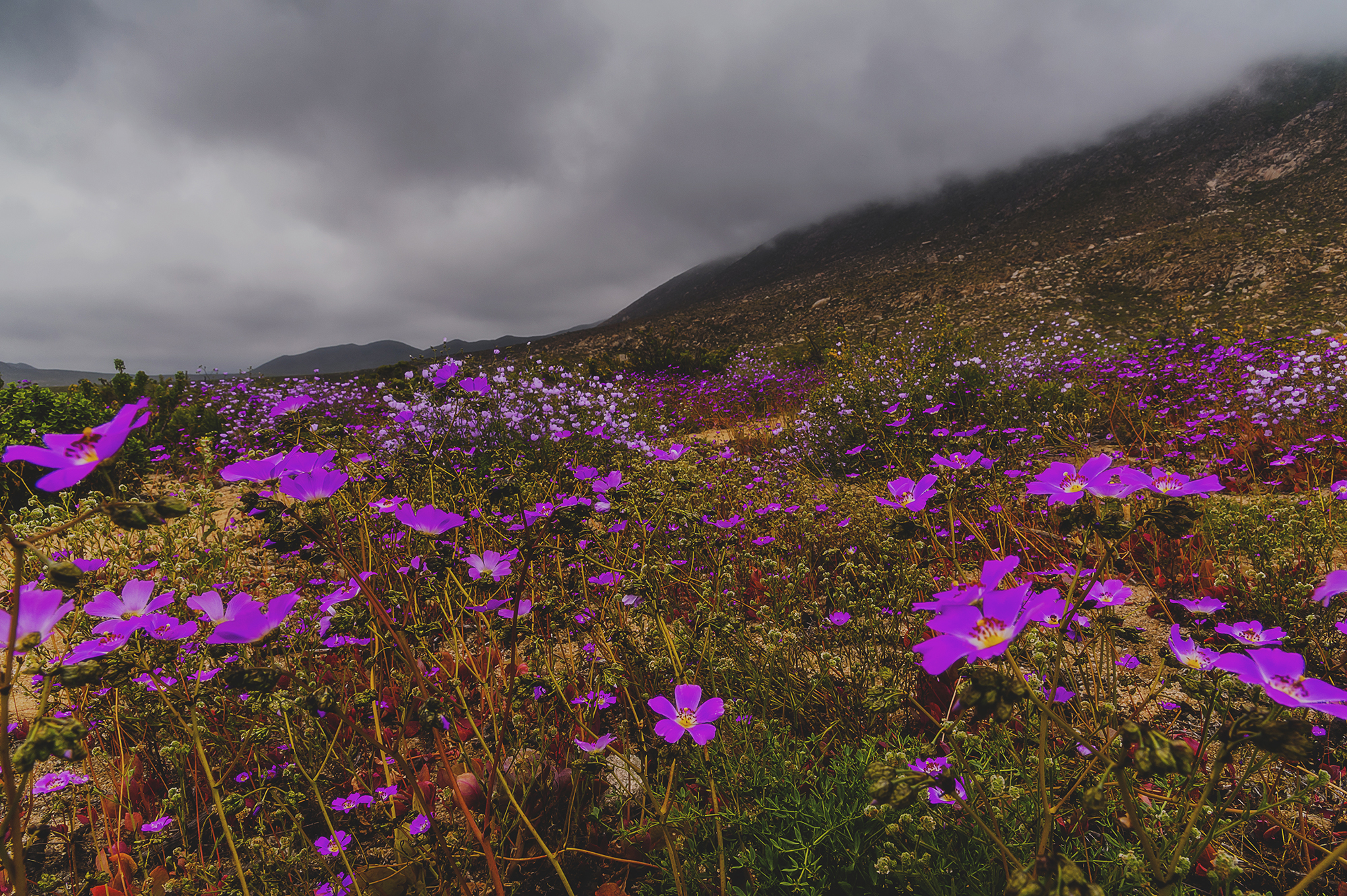
Fenómeno del desierto florido en el parque nacional.

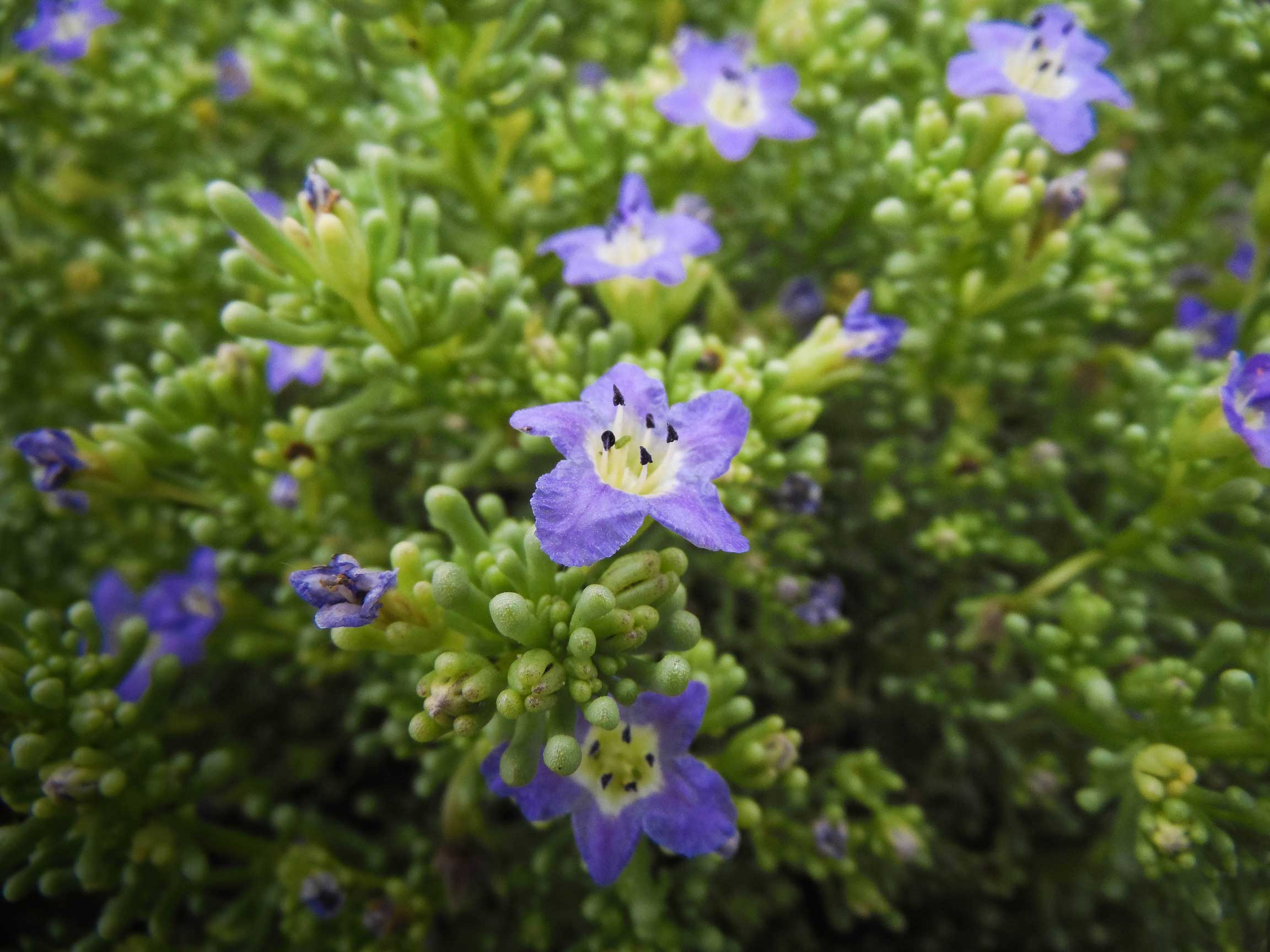
Nolanas en el parque nacional Llanos de Challe.

La flora constituye uno de los principales atractivos del parque, ya que cuenta con una gran variedad de especies, muchas de ellas endémicas. En la zona costera, el aporte de la humedad generado por las neblinas y la lluvia ocasional contribuyen a que la vegetación sea más abundante que en el interior. Las especies que abundan en estas tierras son las denominadas cactáceas, varias de estas son endémicas. Otras son las geófitas, plantas que cuentan con un órgano subterráneo que les permite almacenar sustancias de reserva.
Una de las flores más representativas del lugar es la Garra de León, para muchos la más vistosa y rara de Chile, que además de ser endémica es la más protegida del parque.

## Fauna
La fauna del parque está asociada a comunidades de matorral xerófilo. Las aves son las que presentan un mayor número de especies, entre las que se encuentran el canastero, la turca, el halcón peregrino y el cóndor. Por su parte, los mamíferos están constituidos principalmente por guanacos y zorros chilla y culpeo.

## Atractivos
- Cerro Negro: lugar en que se puede apreciar la camanchaca que se produce en sus faldas
- Playa Blanca: hermosa playa de arenas blancas
- Llanos de Challe: depresión desde donde se puede apreciar la flora y fauna del lugar

## Vías de Acceso
Existen dos rutas de acceso principales al Parque Llanos de Challe:
- La ruta costera desde la ciudad de Huasco por Ruta C-470 que une por la costa a la localidad de Huasco Bajo con la localidad de Carrizal Bajo. La distancia es de 40 km desde Huasco Bajo hasta el parque.[3] Esta ruta pasa por las localidades de Tres Playitas (km 8), Los Toyos (km 12), Baratillo (km 15), Agua Luna (km 18), Caleta Angosta (km 28) y Playa Blanca (km 37), esta última es parte integrante del área protegida del parque nacional. Por esta misma ruta se encuentra en el km 51 la localidad de Carrizal Bajo.[4]

- Un segundo acceso, más utilizado por la comunidad de Vallenar, es a través de la ruta 5 Panamericana, a 17 km al norte de Vallenar, donde se accede a través de la Ruta C-440 que une la ciudad de Vallenar con la localidad de Canto del Agua. Se trata de un camino estabilizado con ripio y sal, el que en 37 km conduce hasta el acceso oriental al parque, este camino se una a la Ruta C-470 y permite acceder también a la localidad de Carrizal Bajo con una distancia de 85 km.

## Visitantes
Este parque recibe muchos visitantes chilenos y algunos extranjeros cada año.
| Año         | 2012  | 2013  | 2014  | 2015  | 2016  | 2017   | 2018  | 2019  | 2020  | 2021  | 2022   | 2023  | 2024  |
| ----------- | ----- | ----- | ----- | ----- | ----- | ------ | ----- | ----- | ----- | ----- | ------ | ----- | ----- |
| chilenos    | 3.666 | 4.389 | 3.795 | 4.640 | 4.523 | 10.808 | 4.220 | 5.298 | 4.226 | 4.401 | 16.238 | 8.935 | 7.063 |
| extranjeros | 95    | 82    | 69    | 152   | 179   | 477    | 112   | 172   | 19    | 0     | 162    | 125   | 187   |
| Total       | 3.761 | 4.471 | 3.864 | 4.792 | 4.702 | 11.285 | 4.332 | 5.470 | 4.245 | 4.401 | 16.400 | 9.060 | 7.250 |

## Protección del subsuelo
El parque nacional Llanos de Challe cuenta con una protección de su subsuelo como lugar de interés científico para efectos mineros, según lo establece el artículo 17 del Código de Minería. Estas labores solo pueden ser ejecutadas mediante un permiso escrito por el presidente de la República y firmado además por el ministro de Minería.
La condición de lugar de interés científico para efectos mineros fue establecida mediante Decreto Supremo N°946 de 29 de julio de 1994 y publicado el 8 de noviembre de 1994.
 que fija el polígono de protección.